# Goniohelia
Goniohelia là một chi bướm đêm thuộc họ Erebidae.